# Zaouïa Harrakia
La Zaouïa Harrakia ou Zaouïa al-Harraq est une mosquée et un monument religieux soufi à Tétouan, au Maroc. Elle est considérée comme l'un des sites religieux les plus importants de la médina de Tétouan et reste célèbre, outre pour sa fonction religieuse, pour le chant et la musique religieuse, en particulier la louange prophétique.
C'est le siège principal de l'ordre Hariqa, qui a été établi par Muhammad al-Harraq dans la première moitié du XIXe siècle. 

## Historique
Mohamed El Harraq tire ses origines de Chefchaouen, ville voisine de Tétouan, où il est né en 1772. Il a déménagé à Fès pour faire ses études à l'Université d'Al-Qarawiyyin et a obtenu son diplôme. Il était célèbre à Fès pour ses sessions savantes auxquelles assistaient des personnes d'horizons différents : notables, érudits et étudiants. Ses séminaires étaient si peu élitistes qu'ils étaient ouverts aux riches comme aux pauvres.
Sa renommée a atteint le sultan, Mawla Suleiman, qui le nomma pour donner des cours scientifiques à la grande mosquée de Tétouan, après qu'elle a été reconstruite et agrandie par le sultan. Là, il a continué à donner ses leçons et à encadrer des cercles soufis. Il a été confronté au juge Hayek, le prédicateur de la mosquée, qui a rejeté les formes de soufisme, accompagnées de danse à l'intérieur de la mosquée.

Les choses en sont arrivées au point où le juge Hayek a battu les pauvres et les a expulsés de la mosquée. Cet incident a provoqué la colère de Muhammad Al-Harraq et l'a incité à penser à construire son propre bâtiment pour ses partisans. Muhammad Daoud raconte dans son livre Al-Nour Al-Buraq, citant les récits des dévots Hariri:
Dieu a invoqué cela et lui a demandé, Gloire à Lui, de le guider vers l'endroit approprié, alors Dieu lui a révélé un pilier de lumière se tenant du sol, puis il s'est levé vers le ciel et a commencé à suivre le pilier, soit avec inspiration, pensée et volonté, soit avec les pieds et avec effort, puis par le pilier il est monté des fondations de l'angle actuel vers une porte."
Le chantier de construction de la Zaouïa contenait une maison abandonnée, et elle a été achetée par un étudiant aisé de Muhammad al-Harraq appelé Toukourt, originaire de la région de Bani Said, banlieue de Tétouan, qui résidait à Tanger et a déménagé à Tétouan à côté d'El Harraq. Tuckurt a retenu la propriété au profit de Sheikh Al Harraq et a consacré une partie de sa fortune à couvrir les frais de construction et gérer plus tard les affaires du coin.

## Personnalités liées à la Zaouïa al-Harrak
- Abdel-Latif Benmansour : l'un des pionniers de l'art de l'écoute, de la louange et de la musique andalouse au Maroc.
- Abdessalam El Khiloufi : chercheur en musique marocaine et artiste intéressé par la musique soufie, l'écoute et la louange.
- Abdel Sadiq Chakara : l'un des plus importants chanteurs andalous marocains[2].